# Placar eletrônico
Um Placar Eletrônico é o equipamento utilizado para exibir pontuações, medir tempos e apresentar resultados em eventos esportivos. São largamente utilizados em todos os esportes, mas seu uso se destaca na natação pura e atletismo, aonde o placar eletrônico é uma parte essencial da cronometragem totalmente automática. Antigamente a exibição de resultados era feita por meio de grandes cartazes operados por juízes. Já a cronometragem era feita por cronômetros analógicos, também operados por juízes.

## Placares nos Esportes

### Natação Pura

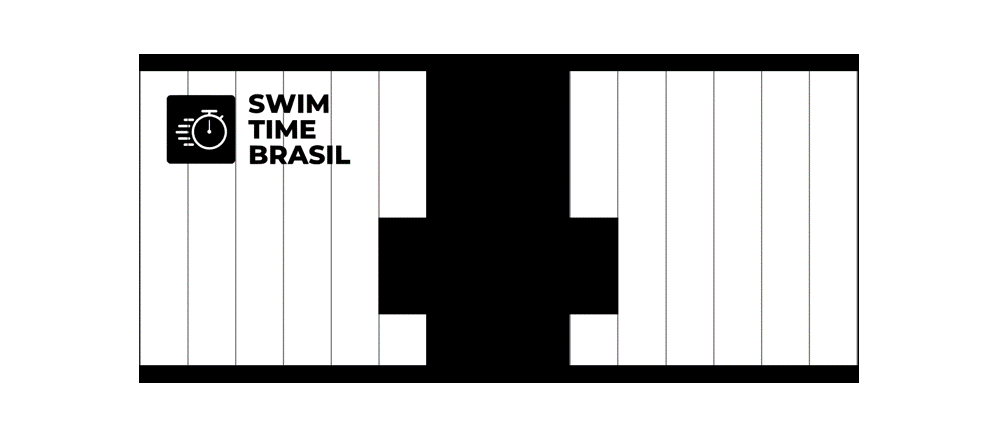
Exemplo de “Touchpad” utilizada em eventos de natação.

Na natação pura, pistolas de partida especiais (Sistemas de Partida/Largada) iniciam os cronômetros de cada nadador simultaneamente e sensores instalados na borda das piscina (Touchpads) são capazes de identificar o toque dos competidores, com isso concluindo a apuração eletrônica. Os tempos apurados desta forma são enviados a um console central que por sua vez poderá enviar os resultados para o placar eletrônico. A cronometragem neste esporte é considerada completamente automática, pois não há intervenção humana necessária para a apuração dos resultados.

### Futebol

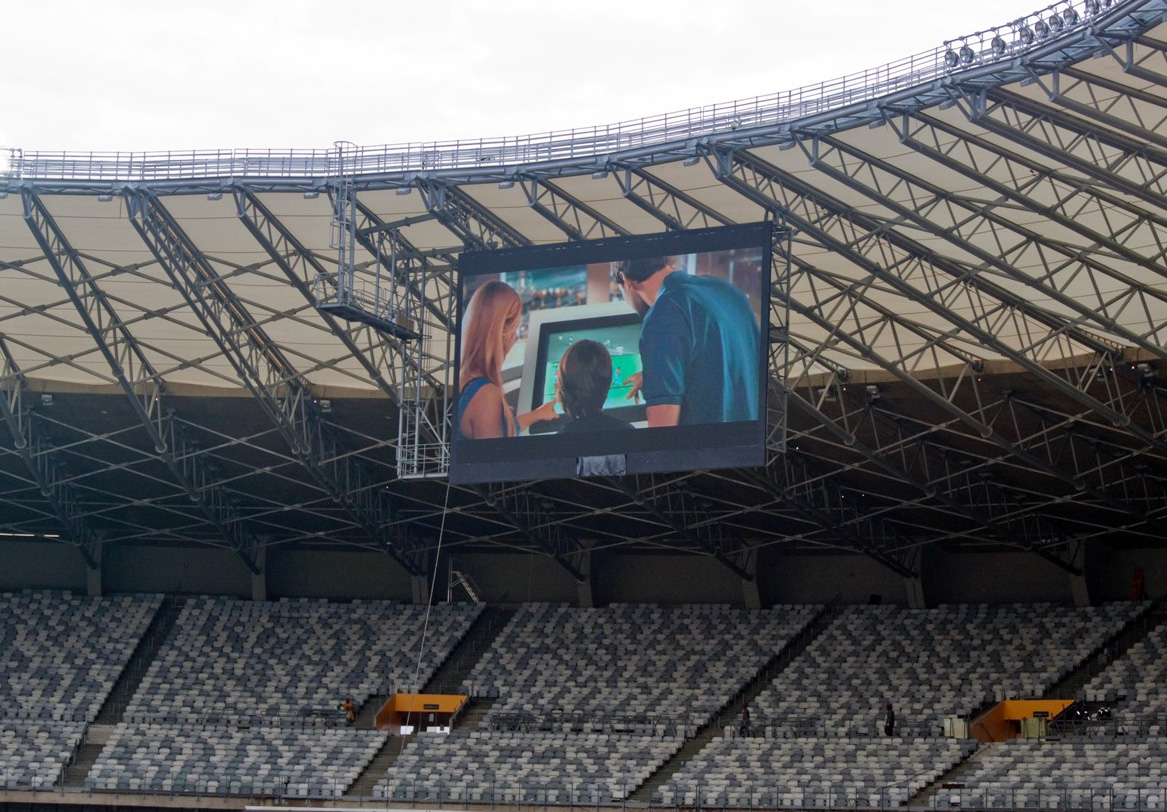
Placar eletrônico no Estádio Governador Magalhães Pinto

No Futebol, o placar eletrônico é operado manualmente por um juiz. Ele será o responsável por alterar a pontuação de cada time, iniciar ou parar o cronometro do jogo e efetuar diversas outras tarefas. Ele é considerado um esporte de pontuação manual.